# Germanizarea în Polonia (1939–1945)
Un proces intens de germanizare a fost desfășurat de Germania Nazistă în Polonia ocupată de germani în timpul celui de-Al Doilea Război Mondial, cu scopul final de a elimina cultura și poporul polonez. Aceasta a inclus uciderea în masă a intelectualilor polonezi⁠(d) și răpirea copiilor polonezi⁠(d).

## Fundal ideologic

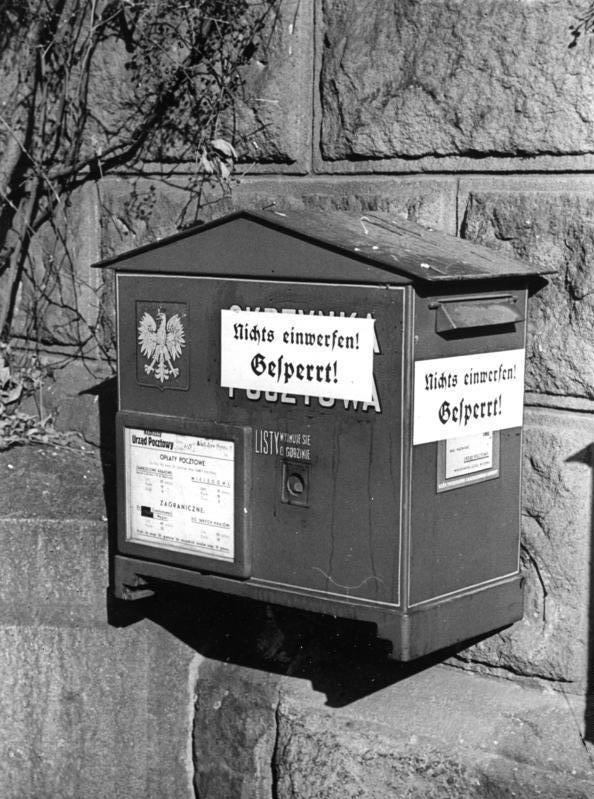
în timpul ocupației germane în Poznań

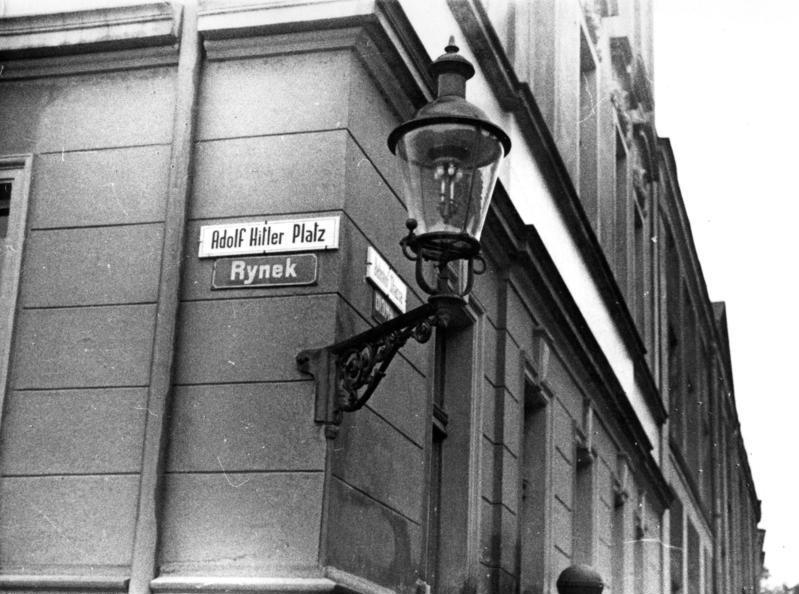
Piața Veche (Stary Rynek) din Poznań redenumită în Adolf Hitler Platz

„În Mein Kampf, Adolf Hitler a susținut că germanizarea exclusiv lingvistică nu este același lucru cu germanizarea totală. O națiune străină care își exprimă gândirea într-o formă care nu este germană, degradează grandoarea și onoarea națiunii germane. Implementarea germanizării necesită o schimbare de caracter a națiunii ocupate prin expulzarea parțială a populației poloneze și asimilarea restului, pe baza elementelor considerate „demne din punct de vedere rasial”.”
Fervoarea cea mai mare a germanizării a fost implementată în acele regiuni capturate de Wehrmacht-ul german în timpul celui de-al Doilea Război Mondial. Adesea, în adunările sale publice, Adolf Hitler a cerut strămutarea și lichidarea polonezilor care locuiau în Polonia. La 25 noiembrie 1939, Biroul de Politică Rasială al NSDAP, a elaborat o codificare care oficializa memoriul lui Erhard Wetzel și Günther Hecht intitulat „Problema tratamentului populației fostelor teritorii poloneze în conformitate cu punctele de vedere rasiale politice” („Die Frage der Behandlung der Bevölkerung der ehemaligen polnischen Gebiete nach rassepolitischen Gesichtspunkten"), care exprima deschis:
„Persoanele poloneze considerate potrivite pentru germanizare vor primi nume de familie germane după finalizarea procesului complet de germanizare, care va dura două-trei generații. Limba administrativă, comercială și de uz general va fi germana, iar administratorii de pe teritoriul fostei Polonii pot fi doar germani. [...] Scopul nostru este să germanizăm cât mai rapid populația germanizabilă. [...] Elementele poloneze hotărâte trebuie expulzate. [...] Polonezilor nu le este permis să participe la școlile secundare, profesionale sau la învățământul superior. [...] Slujbele religioase nu pot fi ținute în limba poloneză. Orice tip de asociație, corporație sau adunare religioasă sau bisericească este interzisă, în timp ce restaurantele, cafenelele și cinematografele poloneze vor fi închise. De asemenea, toată presa și publicațiile de cărți poloneze trebuie abolite. [...] Persoanele care nu pot fi renaționalizate trebuie supuse unei culturi de cel mai simplist nivel. [...] Din populația clasificată pentru expulzare, copiii considerați valoroși din punct de vedere rasial, cu vârsta sub 8-10 ani, ar trebui selectați și relocați în Reich. [...] Niciun contact nu este permis cu rudele lor poloneze. [...] În caz contrar, trebuie expulzați: toți polonezii, care s-au stabilit pe teritoriul Noului Reich după 1 octombrie 1918, toată intelectualitatea poloneză⁠(d), activiștii polonezi, așa-zișii polonezi neutri care nu se germanizează, toți evreii [...] și toți locuitorii polono-evrei. [...] Nu vor exista jurnaliști polonezi, nici publicații poloneze de cărți și ziare”.

## „Dezbină și stăpânește”
Germania a folosit strategia veche de „divide et impera” în Polonia ocupată. Conform acestei strategii, germanizarea a fost aplicată asupra populației poloneze în funcție de regiune. Cea mai cunoscută operațiune a fost numită Goralenvolk⁠(d) (n. trad.: Poporul Goral). Heinrich Himmler, într-un memorandum strict secret intitulat Gedanken über die Behandlung Fremdvölkischer im Osten („Gânduri cu privire la tratarea raselor străine din est”, datat 25 mai 1940), a descris tactica germană împotriva Poloniei: „Trebuie să divizăm Polonia în cât mai multe grupuri etnice, regiuni și grupuri divizate pe cât posibil”. De asemenea, în reflecțiile sale intitulate Einige Gedanken über die Behandlung der Fremdenvölker im Osten („Câteva gânduri cu privire la tratarea popoarelor străine din est”), Himmler scrie: „Trebuie să ne propunem să recunoaștem și să păstrăm cât mai multe naționalități diferite, adică pe lângă polonezi și evrei, și pe ucraineni, bieloruși, gorali, lemkieni și cașubi. Dacă o categorie găsește alte naționalități rupte – și pe acelea. [...] Ceea ce încerc să spun este că nu este în interesul nostru să unim grupurile naționale și să stimulăm și să creștem treptat identitatea națională și dezvoltarea culturii naționale, dimpotrivă, să o divizăm în multe părți și fracturi. [...] În decurs de [...] 4 până la 5 ani, de exemplu, termenul cașubi trebuie să fie necunoscut, deoarece națiunea cașubă nu va mai exista (acest lucru se referă în special la Prusia Occidentală). Pe termen lung, trebuie să lichidăm și identitatea ucraineană, goraliană și lemkiană pe teritoriul nostru. Ceea ce s-a spus despre acele ramuri naționale se referă în mare măsură și la polonezi.”

## Germanizarea numelor de locuri
Pe 1 august 1940, la Cracovia, Hans Frank și Josef Bühler⁠(d) au condus o conferință privind germanizarea denumirilor localităților poloneze din Guvernământul General. S-a decis ca fiecare piață centrală să fie redenumită „Adolf Hitler Platz”, iar drumurile care duc spre aceasta să se numească Reichsstrasse, Strasse der Wehrmacht, și Strasse der Bewegung.
Aproape toate denumirile localităților din zonele anexate de Germania Nazistă și de Guvernământul General au fost germanizate. De exemplu, Łódź a fost redenumit Litzmannstadt în 1941, Rzeszów a fost schimbat în Reichshof, iar Zamość, pe care germanii o considerau o așezare germanică, urma să fie redenumită Himmlerstadt în onoarea lui pe Heinrich Himmler. Numele străzilor au fost de asemenea germanizate, inițial prin adăugarea unui al doilea nume german, iar mai târziu prin eliminarea echivalentului polonez. În timpul ocupației germane a Poloniei, toate denumirile germanizate ale străzilor erau scrise cu litere gotice⁠(d). Aproape fiecare stradă principală a fost redenumită „Hitlerstraße” în onoarea lui Adolf Hitler. La Łódź, pe 7 septembrie 1939, șeful poliției a ordonat eliminarea tuturor panourilor care aveau un cuvânt polonez, precum și eliminarea produselor care aveau etichetă de marcă poloneză.

## Distrugerea culturii și științei poloneze

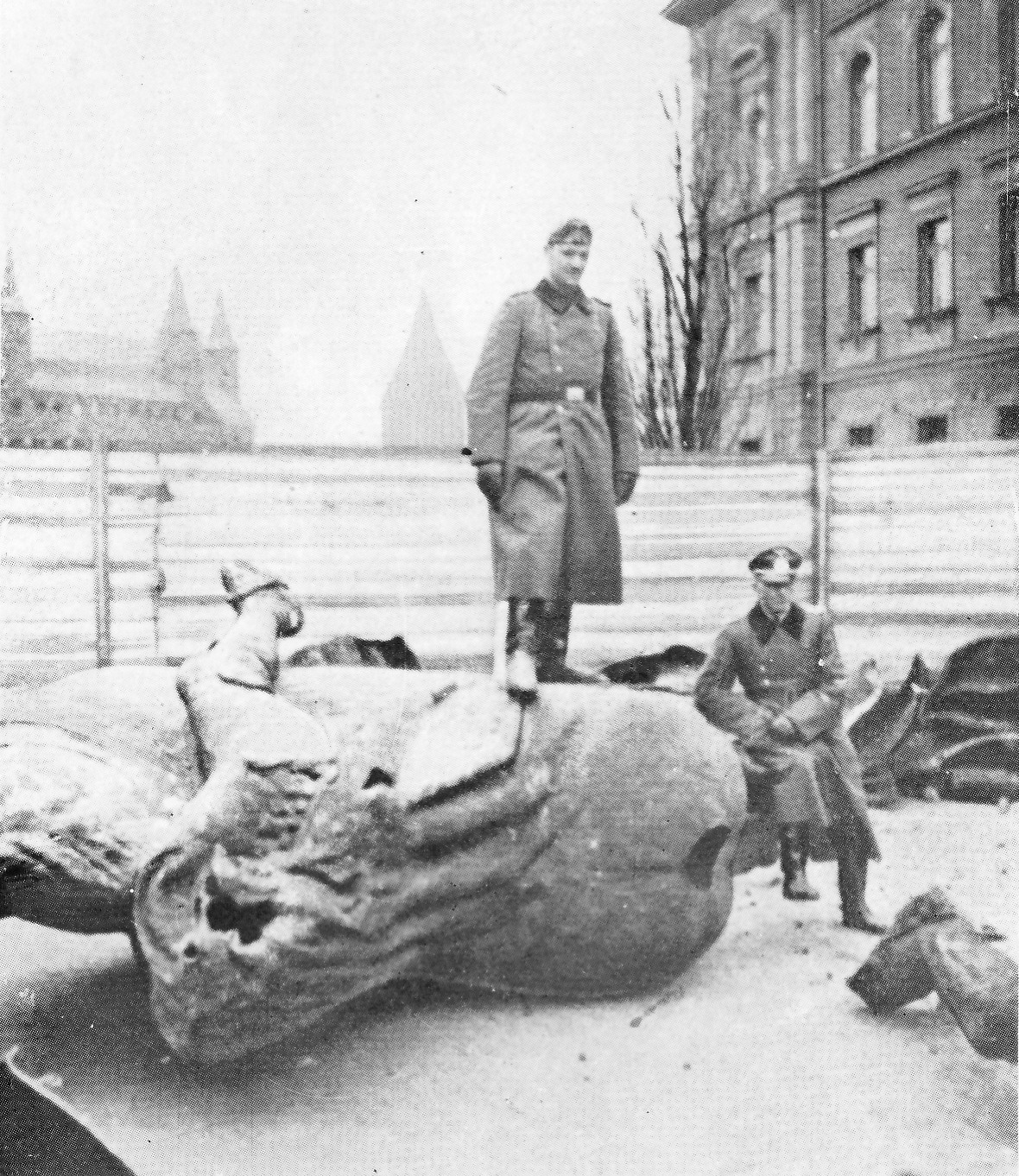
Distrugerea monumentului Grunwald din Cracovia, noiembrie 1939

Pe 31 octombrie 1939, Joseph Goebbels a declarat: „Polonezii nu ar trebui să aibă, în mod fundamental, teatre, cinematografe […]. Toate școlile și seminariile trebuie închise în Guvernământul General [...]. Polonezilor ar trebui să li se lase doar acele instituții de învățământ care să le pedepsească lipsa de speranță a statutului lor național.” Hans Frank a ordonat ca toate instituțiile de învățământ superior primar să fie lichidate. Predarea istoriei a fost interzisă.

Autoritățile de ocupație ale Guvernământului General German au pus în aplicare operațiuni care să inhibe dezvoltarea culturală a populației poloneze subordonate cu forța pe termen lung. Liniile directoare principale au fost formulate de programul de politică națională al Dr. E. Weltz și Dr. G. Hecht din 25 noiembrie 1939, bazat pe declarațiile lui Adolf Hitler făcute la conferința Ministerului Afacerilor Interne din 23 noiembrie 1939. Documentul concluziona, printre altele⁠(d):
„Universitățile și alte instituții de învățământ superior, școlile profesionale, precum și liceele au fost dintotdeauna centre ale educației șoviniste poloneze și, prin urmare, trebuie închise. Pot fi permise doar școlile primare, care să predea doar cele mai primitive materii: aritmetică, citit și scris. Educația în domeniile cu mai mare rezonanță naționalistă, precum geografia, istoria, istoria literaturii și gimnastica, trebuie interzisă”.
Ministrul Educației, K. Szelągowski, împreună cu alți administratori superiori, au fost trimiși în lagărul de concentrare Sachsenhausen. După aceea, instituțiile de învățământ superior și liceele au fost lichidate. Supraintendentul General Frank a decis, pe 18 iunie 1940, să reia activitatea școlilor primare și profesionale cu un nivel de instruire limitat, similar școlilor tehnice germane. Decizii mai drastice în domeniul educației au fost propuse de Heinrich Himmler, care într-un document din 15 mai 1940, a propus reducerea nivelului de educație în Guvernământul General la școli primare de patru ani, elevii urmând să învețe numere până la 500, scrierea numelui de familie și predarea unei doctrine prin care porunca lui Dumnezeu față de polonezi este servitutea totală, cinstea, urgența și bunătatea față de germani.

## Exterminarea biologică

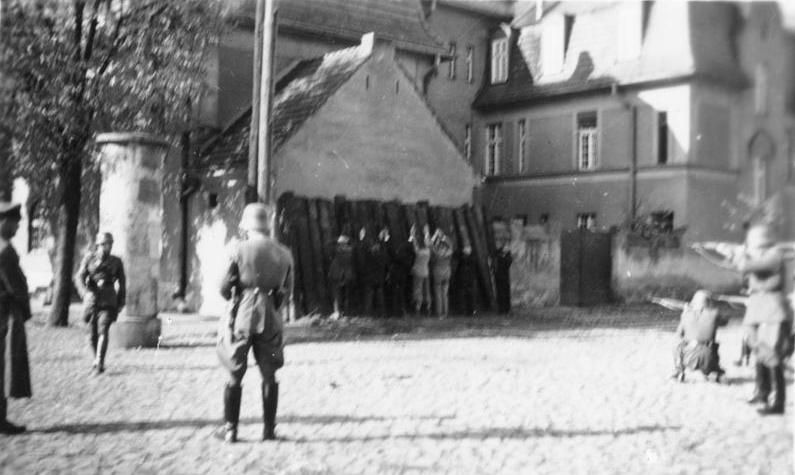
Execuția polonezilor de către Einsatzgruppen pe 20 octombrie 1939, în Kórnik

„Doar o națiune a cărei înclinații fundamentale sunt distruse își va permite să fie aruncată în sclavie”.
Germania a urmărit și eliminarea planificată și sistematică, limitată ca amploare, a populației poloneze. În timpul invaziei germane a Poloniei, alături de Wehrmacht au acționat unități ale Einsatzgruppen care, în conformitate cu Cartea Specială de Persecuție pentru Polonia (alcătuită pe baza unor interviuri cu minoritatea germană din cea de-a Doua Republică Poloneză, au comis asasinate în rândul intelectualității poloneze în timpul Intelligenzaktion⁠(d). După înfrângerea armatei poloneze, exterminarea elitei intelectuale poloneze a fost realizată prin operațiuni precum Operațiunea Tannenberg și AB-Aktion, menite să priveze Polonia de elita sa politică, științifică, socială, culturală și militară.
În ansamblu, Intelligenzaktion⁠(d) a dus la moartea a 100.000 de polonezi, dintre care aproximativ 50.000 au fost asasinați prin așa-numita „acțiune directă” (adică împușcare), în timp ce ceilalți 50.000 au fost trimiși în lagăre de concentrare, dintre care doar o cantitate infimă a supraviețuit. Teritoriul care a fost încorporat direct în Germania Nazistă a suferit cel mai mult, unde 40.000 au fost uciși și 20.000 au fost trimiși în lagăre de concentrare.

## Expulzări

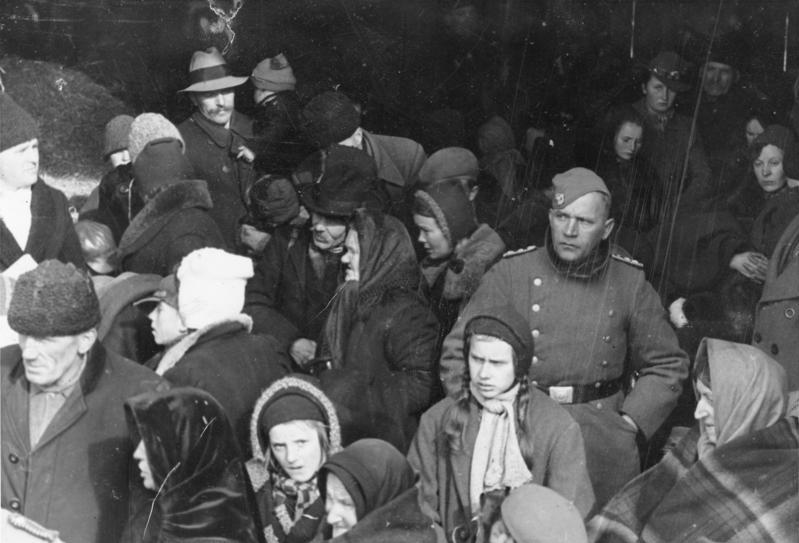
Expulzarea polonezilor din într-un lagăr provizoriu, 1939

Germania a desfășurat un transfer forțat masiv de populație în timpul celui de-al Doilea Război Mondial. Expulzările făceau parte dintr-un plan pe termen lung, Generalplan Ost, care avea ca scop transformarea națiunii poloneze într-o populație primitivă, lipsită de cultură, care să poată fi denaționalizată și controlată cu ușurință. Hans Frank, guvernatorul general al Guvernământului General, la o audiere din 11 martie 1942, a afirmat: „...scopul nostru [...] ar trebui să fie curățarea completă a ținutului Vistulei [Weichselland], inclusiv Galiția. Acest lucru va fi posibil doar în timp, odată cu expulzarea națiunilor care locuiesc aici  –  polonezii și ucrainenii. Nu există nicio îndoială că astfel de schimbări vor dura decenii, dar aceasta este singura cale corectă, orice altceva este defectuos.”

## Răpirea copiilor
Ca parte a Generalplan Ost (GPO) copiii considerați a avea înfățișare „ariană” din restul Europei urmau să fie preluați și mutați în Germania Nazistă în scopul germanizării sau al îndoctrinării pentru a deveni cultural germani. Polonia ocupată a avut cea mai mare pondere de copii luați, cu peste 200.000 de victime.